# Strandkamillen
Die Pflanzengattung Strandkamillen (Tripleurospermum) gehört zur Familie der Korbblütler (Asteraceae). Die 38 bis 40 Arten sind auf der Nordhalbkugel in Nordamerika, Eurasien und Nordafrika weitverbreitet. Sie sind in ihrem äußeren Erscheinungsbild der Echten Kamille (Matricaria recutita) sehr ähnlich, duften jedoch nicht wie diese.

## Beschreibung

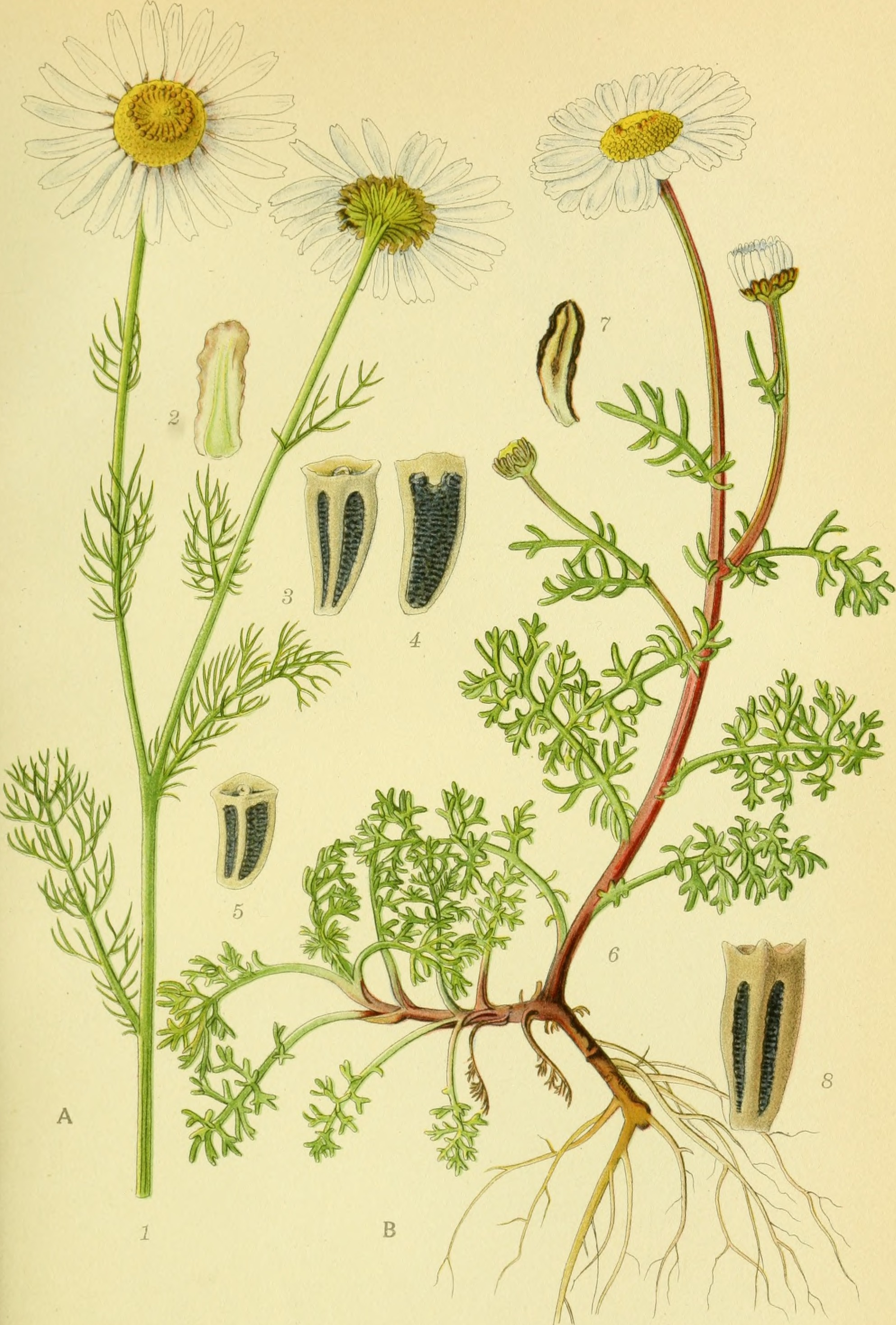
Illustration aus Billeder af nordens Flora, 1917 der Geruchlosen Kamille (Tripleurospermum inodorum)

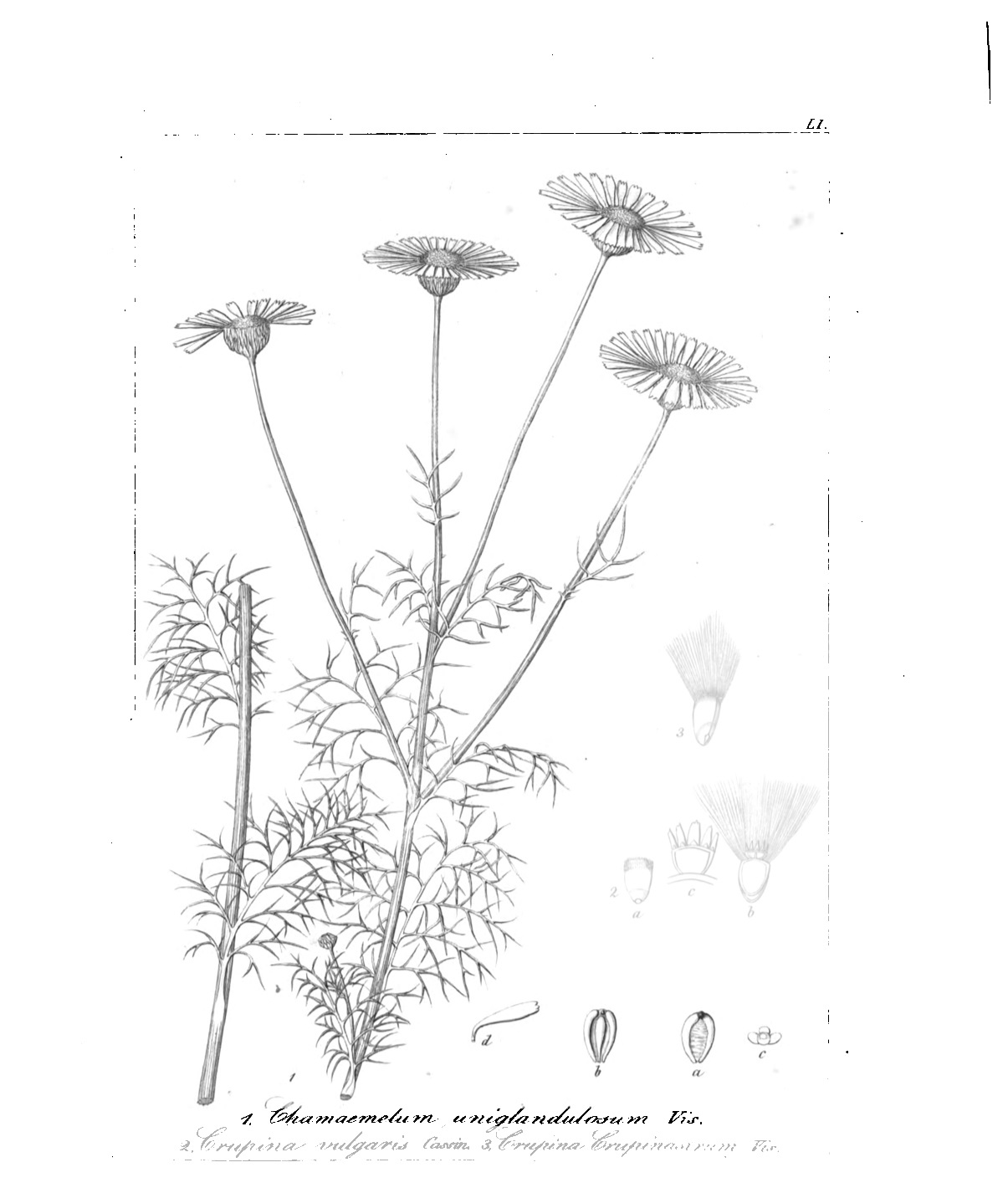
Illustration von Tripleurospermum tenuifolium

### Vegetative Merkmale
Tripleurospermum-Arten sind ein-, zweijährig oder ausdauernde krautige Pflanzen und erreichen Wuchshöhen von 5 bis 80 Zentimetern. Sie sind im Gegensatz zur Echten Kamille mehr oder weniger geruchlos. Die je Pflanzenexemplar ein bis fünf selbstständig aufrechten, aufsteigenden oder niederliegend Stängel sind einfach oder mehrfach verzweigt. Die Stängel sind kahl oder spärlich behaart.
Die meist wechselständig am Stängel verteilt angeordneten Laubblätter sind in gestielt oder sitzend. Die Grundblätter sind bis zur Blütezeit schon verwelkt. Die ein- bis dreifach gefiederten Blattspreiten sind kahl oder schwach behaart. Die äußeren Ränder sind gekerbt oder gezähnt.

### Generative Merkmale
Die körbchenförmigen (Pseudanthien) Teilblütenstände stehen einzeln endständig oder in schirmtraubigen Gesamtblütenständen zusammen. Der Blütenkorb ist konvex bis konisch geformt. Die Hochblatthülle, das Involucrum, bildet eine Halbkugel und erreicht 8 bis 12 Millimeter im Durchmesser. Die 28 bis 60 und mehr breit-ovalen Hochblätter stehen in zwei bis fünf Reihen angeordnet. Die Ränder und Spitzen sind blass bis dunkelbraun oder schwarz und mehr oder weniger trockenhäutig. Die Blütenkörbchen enthalten 300 bis 500 gelbe Röhrenblüten (= Scheibenblüten) und 0 bis 34 und mehr weiße Zungenblüten (= Strahlenblüten).
Die Frucht ist ein Achäne mit einem Pappus. Der Pappus ist als häutiger Saum ausgebildet. An der Scheitelspitze der dreirippigen Frucht befinden sich bis zu fünf Öldrüsen.
Die Chromosomengrundzahl beträgt x =9.

## Standorte in Mitteleuropa
In Mitteleuropa wachsen die Arten an verschiedensten Standorten, oft entlang der Küsten, aber auch in Ruderalfluren, an Wegrändern und auf Äckern.

## Systematik und Verbreitung
Die Gattung Tripleurospermum wurde 1844 durch Carl Heinrich Schultz in Ueber die Tanaceteen: mit besonderer Berücksichtigung der deutschen Arten, Seiten 31–34 aufgestellt. Der wissenschaftliche Name Tripleurospermum setzt sich aus den griechischen Wörtern tri für drei, pleuron Πλευρών für Rippe und sperma für Same zusammen, dies bezieht sich auf die dreirippigen Achänen. Synonyme für Tripleurospermum Sch. Bip. sind: Chamaemelum Vis. nom. illeg.,  Rhytidospermum Sch. Bip., Dibothrospermum Knaf.

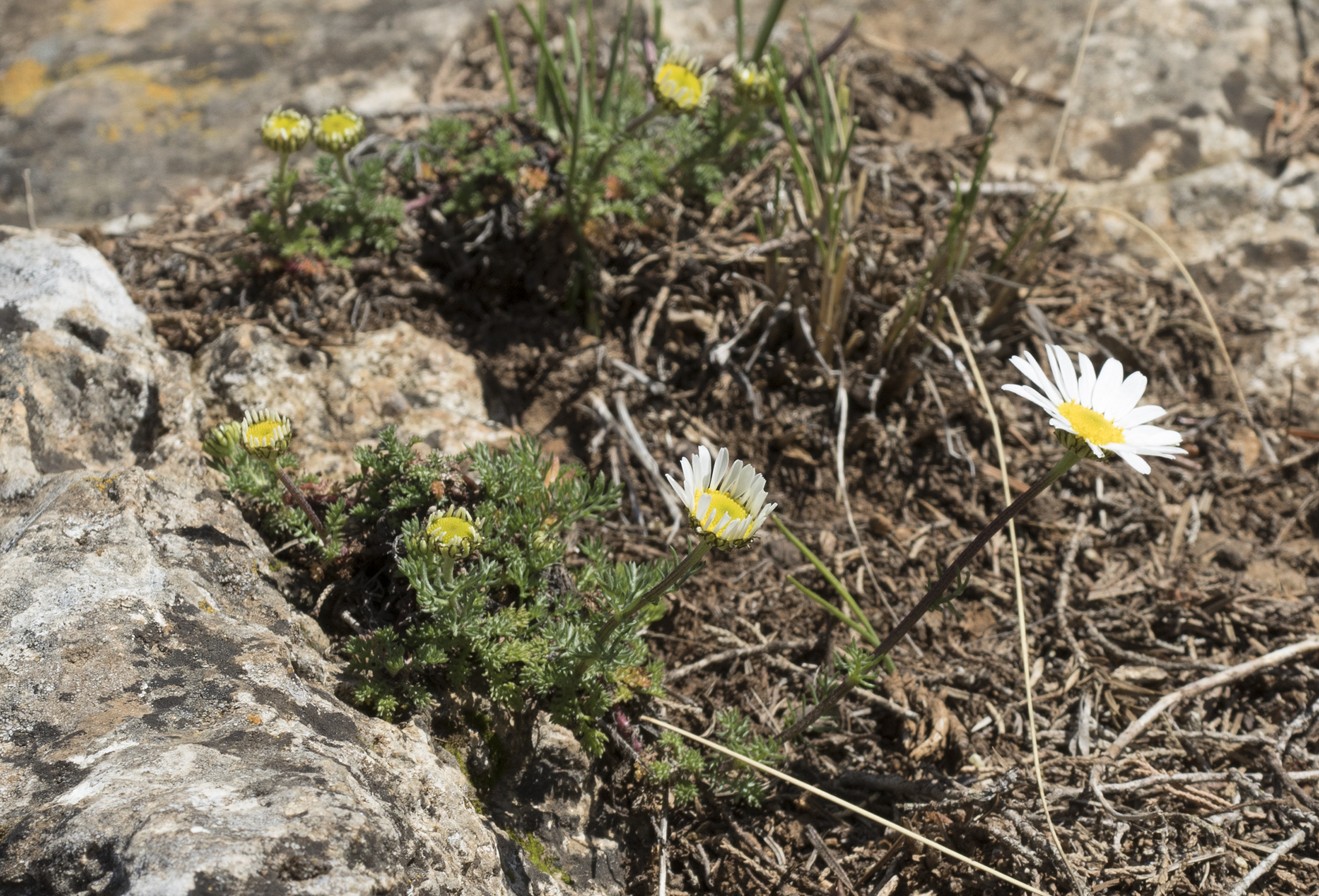
Tripleurospermum caucasicum

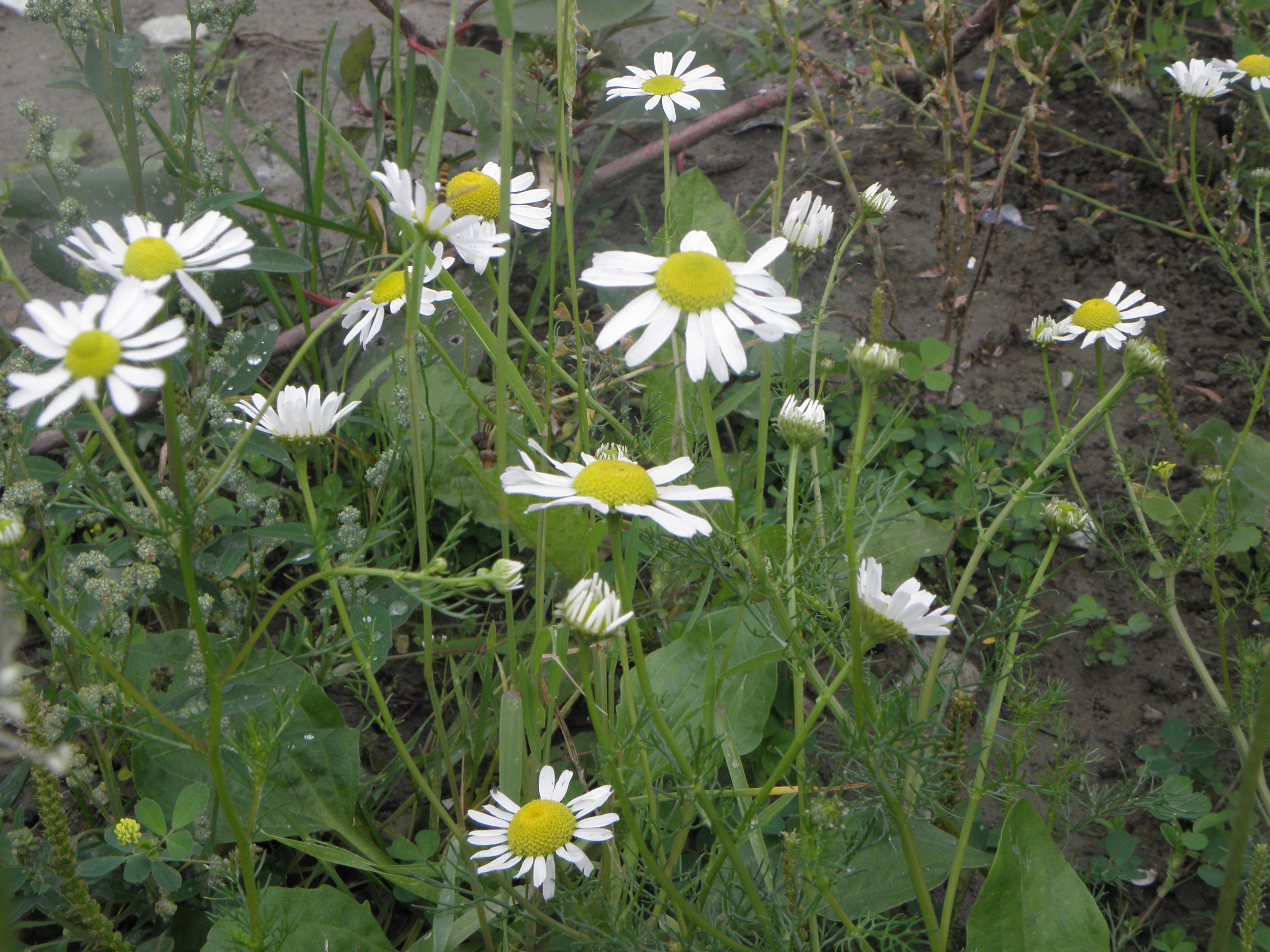
Geruchlose Kamille (Tripleurospermum inodorum)

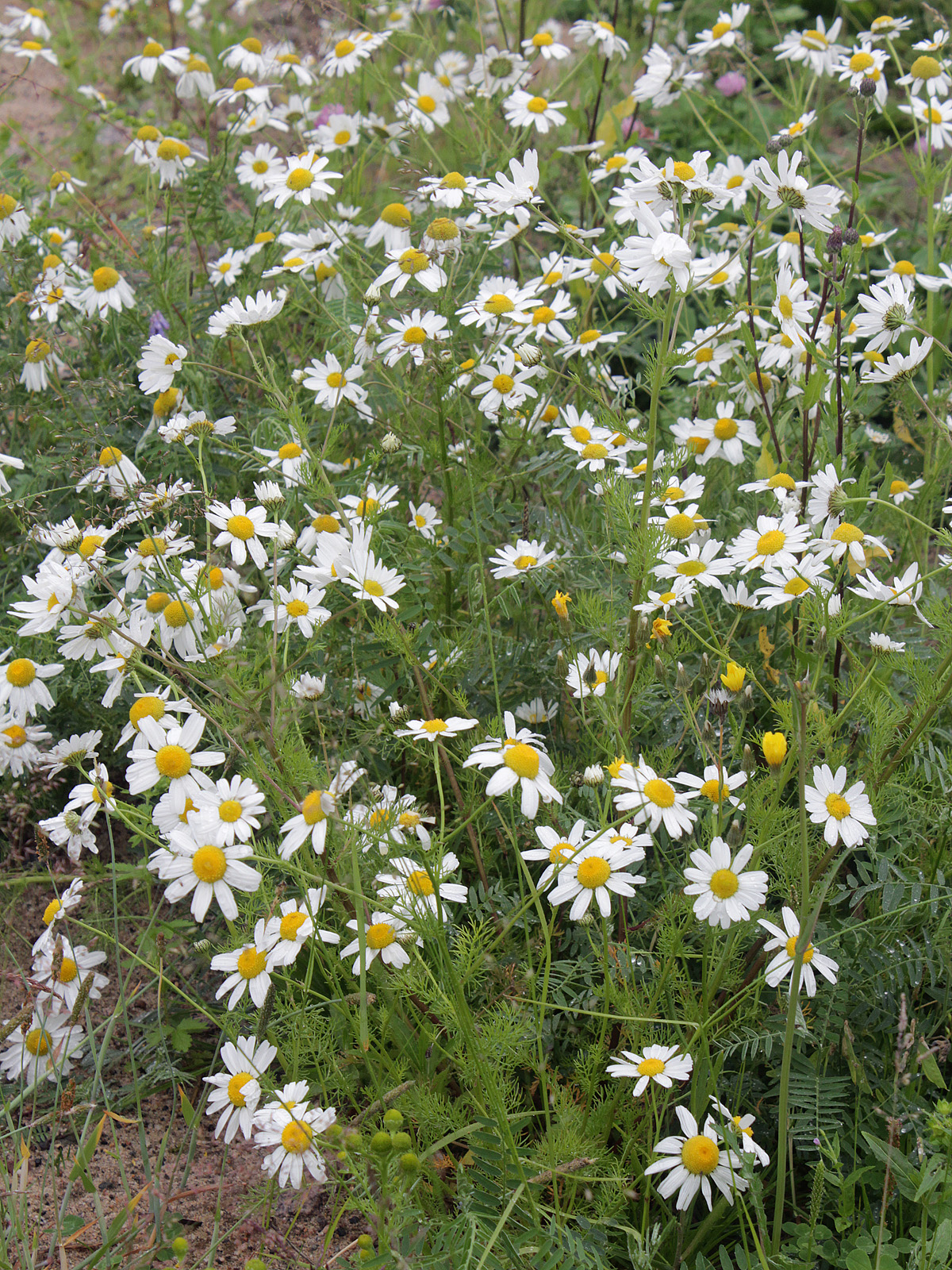
Tripleurospermum subpolare

Die Arten der Gattung Tripleurospermum wurden früher in die Gattung der Kamillen (Matricaria) integriert. Daher auch die zahlreichen Synonyme.
Die Gattung Tripleurospermum unterscheidet sich von Matricaria durch dreifach statt fünffach gerippte Früchte sowie zwei Öldrüsen nahe der Scheitelspitze der Frucht. Es konnte gezeigt werden, dass die Gattung Tripleurospermum der Gattung der Hundskamillen (Anthemis) näher steht als der Gattung Matricaria.
Die Gattung Tripleurospermum ist auf der Nordhalbkugel in Nordamerika, Eurasien und Nordafrika weitverbreitet. Einige Arten sind beispielsweise in Nordamerika und Neuseeland Neophyten. Vielerorts gelten einige Arten, beispielsweise die Geruchlose Kamille, als invasive Arten. In Europa kommen nur Tripleurospermum maritimum und Tripleurospermum inodorum, in Südosteuropa auch Tripleurospermum caucasicum vor.

### Arten (Auswahl) und ihre Verbreitung
Die Gattung Tripleurospermum umfasst 38 bis 40 Arten:
- Tripleurospermum ambiguum (Ledeb.) Franch. et Sav.: Sie ist von Südwestasien bis Zentralasien in Kasachstan, Russland, in der Mongolei und in den chinesischen Provinzen Heilongjiang sowie Xinjiang (nur im Altay Shan sowie Tian Shan) verbreitet.[5]
- Tripleurospermum auriculatum (Boiss.) Rech. f.: Sie im östlichen Mittelmeerraum und auf der Arabischen Halbinsel vor. Es gibt Fundortangaben für Libyen, Ägypten, die Sinaihalbinsel, Israel, Jordanien, Libanon, Syrien und die Golfstaaten.[4][8]
- Tripleurospermum baytopianum E.Hossain: Sie kommt im europäischen Teil der Türkei vor.[4]
- Tripleurospermum callosum (Boiss. & Heldr.) E.Hossain: Sie kommt in der Türkei vor.[4]
- Tripleurospermum caucasicum (Willd.) Hayek (Syn.: Tripleurospermum tchihatchewii (Boiss.) Bornm., Pyrethrum caucasicum Willd., Chrysanthemum tchihatchewii (Boiss.) Rehder, Matricaria caucasica (Willd.) Poir., Matricaria oreades Boiss., Tripleurospermum oreades (Boiss.) Rech. f.): Sie kommt in Albanien, Bulgarien, in Westasien und im Kaukasusraum vor.[4][6]
- Tripleurospermum conoclinium (Boiss. & Balansa) Hayek: Sie kommt in der europäischen und asiatischen Türkei und auf Inseln der Ägäis vor.[4]
- Tripleurospermum corymbosum E.Hossain: Sie kommt in der Türkei vor.[4]
- Tripleurospermum decipiens (Fisch. & C.A.Mey.) Bornm.: Sie kommt in der Türkei, in Afghanistan, im Iran, in Pakistan und im Kaukasusraum vor.[7]
- Tripleurospermum disciforme (C.A.Mey.) Sch. Bip.: Sie kommt in der Türkei, in Zentralasien, im Kaukasusraum, im Irk, Iran, Afghanistan und Pakistan vor.[7]
- Tripleurospermum elongatum (DC.) Bornm.: Sie kommt in der Türkei, in Georgien und im Kaukasusraum vor.[4]
- Tripleurospermum fissurale (Sosn.) E.Hossain: Sie kommt in der Türkei vor.[4]
- Tripleurospermum griersonii Yıld.: Sie kommt in der Türkei vor.[4]
- Tripleurospermum heterolepis (Freyn & Sint.) Bornm.: Sie kommt in der Türkei vor.[4]
- Tripleurospermum homogamum G.X.Fu ex Y.Ling & C.Shih: Dieser Endemit gedeiht in an Rändern von Bergwäldern in Höhenlagen von etwa 2500 Metern nur in Burqin im nördlichen Xinjiang.[5]
- Tripleurospermum hookeri Sch. Bip. (Syn.: Tripleurospermum phaeocephalum (Rupr.) Pobed., Tripleurospermum maritimum subsp. phaeocephalum (Ruprecht) Hämet-Ahti): Sie kommt in Norwegen und im nördlichen Russland vor und ist in Finnland ein Neophyt.[4]
- Tripleurospermum hygrophilum (Bornm.) Bornm.: Sie kommt in den europäischen und asiatischen Teilen Türkei vor.[4]
- Geruchlose Kamille (Tripleurospermum inodorum (L.) Sch. Bip., Syn.: Tripleurospermum maritimum subsp. inodorum (L.) Appleq., Matricaria inodora L.): Sie ist in Kanada und den USA, in Grönland,[1] Europa,[4] Kasachstan, Russland, Usbekistan und in den chinesischen Provinzen Jiangsu, Jilin, Liaoning sowie in Tacheng im nördlichen Xinjiang[5] weitverbreitet. Sie ist in anderen gemäßigten Gebieten ein Neophyt.[1]
- Tripleurospermum insularum Inceer & Hay.-Ayaz: Sie kommt in der europäischen Türkei vor.[4]
- Tripleurospermum kotschyi (Boiss.) E.Hossain: Sie kommt in der Türkei vor.[4]
- Tripleurospermum limosum (Maxim.) Pobed.: Sie kommt in Kasachstan, Usbekistan, Russland, Korea, Japan, in der Mongolei, in der Inneren Mongolei und in den chinesischen Provinzen Hebei, Heilongjiang, Jilin sowie Liaoning vor.[5]
- Echte Strandkamille (Tripleurospermum maritimum (L.) W.D.J.Koch; Syn.: Matricaria maritima L.): Sie kommt in Europa vor.[4] Es gibt einige Unterarten, beispielsweise[4]:
  - Tripleurospermum maritimum (L.) W.D.J.Koch subsp. maritimum: Sie kommt in Nord-, Mittel- und Südwesteuropa vor.[6]
  - Tripleurospermum maritimum subsp. nigriceps P.D.Sell: Sie kommt nur in Großbritannien, auf den Färöer-Inseln und in Island vor.[4]
  - Tripleurospermum maritimum subsp. vinicaule P.D.Sell: Sie kommt in Großbritannien, auf den Kanalinseln, in Frankreich und auf der Iberischen Halbinsel vor.[4]
- Tripleurospermum microcephalum (Boiss.) Bornm.: Sie kommt von der östlichen bis südöstlichen Türkei und von Syrien bis zum Iran.[8]
- Tripleurospermum monticola (Boiss. & A.Huet) Bornm.: Sie kommt von der östlichen Türkei bis Transkaukasien vor.[8]
- Tripleurospermum parviflorum (Willd.) Pobed.: Sie kommt in der Ukraine, in Russland, in Zentralasien, in der Türkei, auf ägäischen Inseln, im Iran, Irak, Afghanistan, Pakistan und in Vorderasien vor.[4][7]
- Tripleurospermum pichleri (Boiss.) Bornm.: Sie kommt in der Türkei vor.[4]
- Tripleurospermum repens (Freyn & Sint.) Bornm.: Sie kommt in der Türkei vor.[4]
- Tripleurospermum rosellum (Boiss. & Orph.) Hayek: Sie kommt in Griechenland, auf Inseln in der Ägäis und im europäischen sowie asiatischen Teil der Türkei vor.[4]
- Tripleurospermum sannineum (J. Thiébaut) Mouterde: Libanon.[8]
- Tripleurospermum sevanense (Manden.) Pobed.: Türkei bis Iran.[8]
- Tripleurospermum subpolare Pobed.: Sie kommt in einem disjunkten Areal von Nord- bis Nordosteuropa und im nördlichen Ferner Osten Russlands vor.[8]
- Tripleurospermum tempskyanum (Freyn & Sint.) Hayek: Sie kommt in Griechenland vor.[4]
- Tripleurospermum tenuifolium (Kit.) Freyn: Sie kommt vom östlichen Mitteleuropa und Südosteuropa bis zur Türkei vor.[8]
- Tripleurospermum tetragonospermum (F.Schmidt) Pobed.: Sie kommt in Russland, Japan und in den chinesischen Provinzen Heilongjiang sowie Liaoning vor.[5]
- Tripleurospermum ziganaense Inceer & Hay.-Ayaz: Sie kommt in der Türkei vor.[4]